# Sauvagesia longifolia
Sauvagesia longifolia är en tvåhjärtbladig växtart som beskrevs av August Wilhelm Eichler. Sauvagesia longifolia ingår i släktet Sauvagesia och familjen Ochnaceae. Inga underarter finns listade i Catalogue of Life.